# Evgenija Kegl Korošec
Evgenija Kegl Korošec, slovenska političarka, * 12. marec 1931, Ptuj, † 15. november 2022.
Bila je žena Janeza Korošca, bivšega predsednika Krajevne skupnosti Koprivnik-Gorjuše, medtem ko je bila tudi sama en mandat županja občine Bohinj.

## Odlikovanja in nagrade
Leta 1998 je prejela častni znak svobode Republike Slovenije z naslednjo utemeljitvijo: »za dolgoletno prizadevno delovanje in izjemne dosežke pri razvoju vasi Koprivnik in Gorjuše in za druga dejanja, pomembna za promocijo Bohinja zunaj meja Republike Slovenije«.